# ليلا روشون
ليلا روشون (بالإنجليزية: Lela Rochon)‏ (و. 1964  م) هي ممثلة تلفزيونية، وممثلة أفلام أمريكية، ولدت في لوس أنجلوس.

## التعليم
تعلمت في Cerritos High School ‏.

## وصلات خارجية
- ليلا روشون على موقع IMDb (الإنجليزية)
- ليلا روشون على موقع ألو سيني (الفرنسية)
- ليلا روشون على موقع أول موفي (الإنجليزية)
- ليلا روشون على موقع قاعدة بيانات الأفلام السويدية (السويدية)
- ليلا روشون على موقع إن إن دي بي (الإنجليزية)
- ليلا روشون على موقع قاعدة بيانات الفيلم (الإنجليزية)
- ليلا روشون على موقع كينوبويسك (الروسية)